# Hans Virchow
Hans Virchow (ur. 9 października 1852 w Würzburgu, zm. 10 maja 1940 w Berlinie) – niemiecki anatom, syn Rudolfa Virchowa. 

## Życiorys
Studiował medycynę w Berlinie, Bonn, Strasburgu i Würzburgu. W latach 1877–1882 asystent, a potem prosektor w Instytucie Anatomicznym Uniwersytetu w Würzburgu. W 1882 roku habilitował się z anatomii, w 1884 roku został Privatdozentem na Uniwersytecie w Berlinie, w 1889 roku profesorem anatomii. W latach 1886–1920 nauczał anatomii człowieka w berlińskiej Akademii Sztuk Pięknych (Berliner Hochschule für bildende Künste). Od 1887 roku członek Niemieckiej Akademii Przyrodników Leopoldina. 

## Wybrane prace
- Der Fuss der Chinesin: anatomische Untersuchung (1913)
- Gesichtsmuskeln des Schimpansen (1915)
- Über Fußskelette farbiger Rassen (1917)
- Die menschlichen Skeletreste aus dem Kämpfe'schen Bruch im Travertin von Ehringsdorf bei Weimar (1920)
- Anatomische Präparierübungen (1924)